# Carlo Mazzone
Carlo Mazzone (Roma, Reino de Italia; 19 de marzo de 1937 – Ascoli Piceno, Italia; 19 de agosto de 2023) fue un futbolista y entrenador de fútbol italiano que jugó en la posición de defensa central. Es conocido por haber dirigido a jugadores como Roberto Baggio, Francesco Totti, Andrea Pirlo, Luca Toni, Igli Tare, Gilberto Martínez y Pep Guardiola.

## Carrera

### Jugador
| Periodo   | Club               |
| --------- | ------------------ |
| 1955–1956 | AS Roma            |
| 1956–1957 | Latina Calcio 1932 |
| 1959–1960 | SPAL               |
| 1960      | AC Siena           |
| 1960–1969 | Ascoli Calcio 1898 |

### Entrenador
| Periodo   | Club               |
| --------- | ------------------ |
| 1968–1975 | Ascoli Calcio 1898 |
| 1975–1977 | ACF Fiorentina     |
| 1978–1980 | US Catanzaro       |
| 1980–1984 | Ascoli Calcio 1898 |
| 1985–1986 | Bologna FC         |
| 1987–1990 | US Lecce           |
| 1990–1991 | Pescara Calcio     |
| 1991–1993 | Cagliari Calcio    |
| 1993–1996 | AS Roma            |
| 1996–1997 | Cagliari Calcio    |
| 1997–1998 | SSC Napoli         |
| 1998–1999 | Bologna FC         |
| 1999–2000 | Perugia Calcio     |
| 2000–2003 | Brescia Calcio     |
| 2003–2005 | Bologna FC         |
| 2006      | AS Livorno Calcio  |

## Logros

### Club
- Serie C (Grupo B): 1971–72[9]
- Torneo di Capodanno: 1981
- Anglo-Italian League Cup: 1975
- Serie B (Ascenso a Serie A): 1987–88
- UEFA Intertoto Cup: 1998

### Individual
- Panchina d'Oro (Trayectoria): 2002[9]
- Italian Football Hall of Fame: 2019[10]
- Ciudadano de Honor de Ascoli Piceno en 2022[11]